# Вайтєкупяй
Вайтєкупяй — село в Шакяйському районі, за 5 км від села Гіренай, і за 1 км на північ від дороги 3817 Ішдагай — Науджяй — Валакбудіс. За переписом населення 2011 року в селі жило 2 особи